# Peabody Hotel
Peabody Hotel, или Отель «Пибоди» относится к классу люкс и находится в американском городе Мемфис, штат Теннесси. Отель известен благодаря уткам, которые живут на его крыше и ежедневно маршируют по лобби до фонтана утром и обратно вечером.

## История
Исходный отель «Пибоди» был построен на углу Мэйн- и Монро-стрит в 1869 году Робертом Кэмпбеллом Бринкли, который назвал его в честь скончавшегося в этом же году филантропа Джорджа Пибоди. Отель имел большой успех. Джефферсон Дэвис, бывший президент Конфедерации, жил в нём в 1870 году во время работы в страховой компании. Отель был закрыт в 1923 году.
Нынешнее здание отеля «Пибоди» на Юнион-авеню было построено в 1925 году на месте отеля «Fransioli» и выглядит точно так же, как и прежнее. Разработанное чикагским архитектором Вальтером Элшлагером здание в стиле итальянского ренессанса имеет историческое и культурное значение.

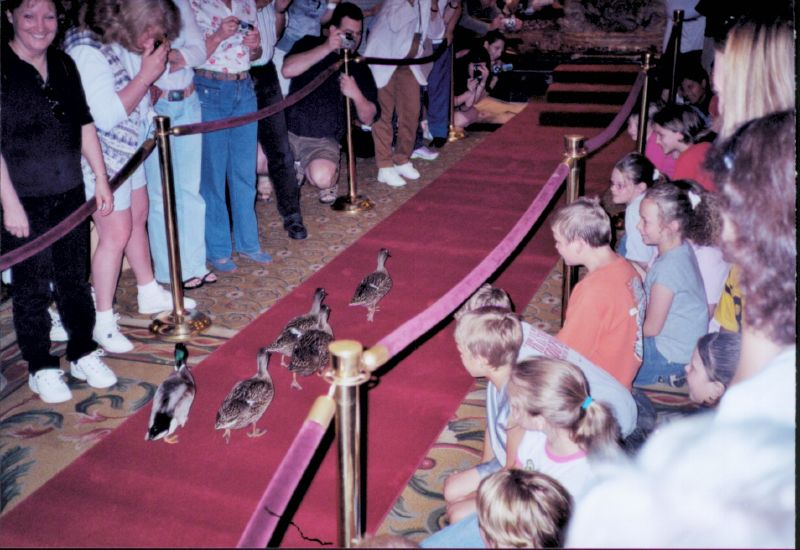
Марш уток в отеле «Пибоди»

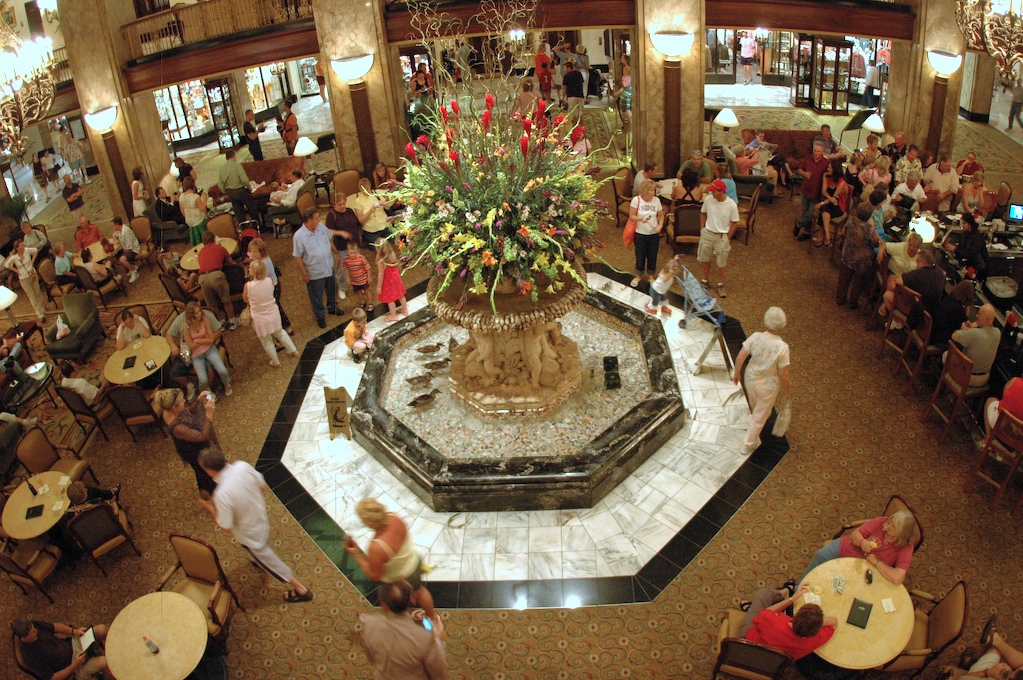
Фонтан с утками внутри отеля «Пибоди»

В 1932 году директор отеля Фрэнк Шутт и его друзья, вернувшись с охоты, решили, что было бы очень забавно оставить несколько живых уток в фонтане отеля. Идея вызвала настоящий фурор среди клиентов, и с тех пор в отеле «Пибоди» живут четыре утки-кряквы и один селезень. В 1940 году посыльный Эдвард Пембрук, который, до того как прийти работать в отель, был цирковым дрессировщиком, обучил уток разнообразным трюкам. За это он получил почетное звание дрессировщика уток (англ. Duckmaster) и прослужил в отеле до выхода на пенсию в 1991 году.
Отель обанкротился в 1965 году, был продан на аукционе сети отелей Sheraton и стал называться Sheraton-Peabody Hotel. Под новым названием он проработал 8 лет и был закрыт в 1973 году. Изадор Эдвин Хановер выкупил его в 1975 году по цене 400 000 долларов и продал своему зятю Джеку Бельцу за ту же сумму. Бельц потратил несколько лет и 25 миллионов на обновление основных конструкций. Торжественное открытие обновленного отеля состоялось 1 сентября 1981 года. С тех пор «Пибоди» остается центром городской активности, как деловой, так и социальной. Он сохраняет свой статус самого популярного места в Мемфисе для свадьбы, балла дебютанток, выпускного вечера, бар-мицвы, благотворительных мероприятий и ежегодных торжеств.
Отель «Пибоди» входит в Национальный реестр исторических мест США.